# Jan Bussemaker
Jan Bussemaker Berendszoon (Deventer, 21 juli 1794 - Borne, 25 november 1855) was een Nederlandse burgemeester eerst van Tubbergen, daarna van Borne. Het Bussemakershuis te Borne is naar zijn familie genoemd. Hij werd In Tubbergen opgevolgd door Th.E.J. Schaepman (vader van dr. Schaepman) en in Borne door Jurriaan van Cleeff.